# Американская ассоциация русского языка, культуры и образования
Американская ассоциация русского языка, культуры и образования (ААРКО; англ. The American Association of Russian language, Culture and Education, AARCE) — американская ассоциация фестивальных организаций. Является некоммерческой организацией, располагается в городе Гетерсбург.
Была основана в 2006 году группа единомышленников, проживающих в Вашингтоне и его окрестностях, для повышения интереса к русскому языку и русской культуре.